# Rónai Egon (műsorvezető)
Rónai Egon (Budapest, 1962. november 14. –) Prima Primissima díjas magyar újságíró, televíziós-rádiós műsorvezető, riporter.

## Életpályája
Édesapja Rónai Egon színész, konferanszié, újságíró volt, édesanyja illatszerész. Tanulmányait a Kresz Géza utcai ének-zene tagozatos általános iskolában, a Kölcsey Gimnáziumban és a Testnevelési Főiskolán végezte.

### Újságíró
Újságíróként a Népsportnál (ma Nemzeti Sport) kezdte pályafutását 1981-ben, 18 évesen. Először korrektor, majd gyakornok, 20 évesen újságíró. 1986-tól két évig az IPV kiadói szerkesztője, majd 1988-tól 1994-ig a Pesti Műsor rovatvezetője volt. Rendszeresen megjelentek riportjai a Taps Színészmagazinban, valamint a Polip és a Poplegendák című magazinokban. 1991 és 1993 között ő volt az Oké című ifjúsági hetilap főszerkesztője.

### Rádió
Rádiós karrierje 1985-ben indult, azóta tudósított a Magyar Rádió sportközvetítéseiben, valamint szerepelt a popzenei és riportműsoraiban. 1988-tól a Danubius Rádió magyar nyelvű adásának munkatársa volt: először műsorvezető-szerkesztő, majd 1994-től zenei vezető, 1997-től 2000-ig pedig program- és hírigazgató.
2001-től két évig a Radio Bridge műsorvezetőjeként dolgozott. 2003-tól a Budapest Rádió műsorvezetője, majd 2004-től 2009-ig ügyvezető igazgatója volt.
1998-tól tulajdonostárs a Danubius Rádióban, majd 2005-től 2009-ig tulajdonosa a Budapest Rádiónak, a PontFM-nek, az Infórum Rádiónak és az Abszolút Rádiónak.
2021-től a Spirit FM-en ismét rádiózik, az Aktuál című reggeli műsort vezeti.

### Televízió
Először a Magyar Televízió popzenei műsoraiban tűnt fel (Popkalapács, Pop-gálák), majd műsorvezetőként 1991-től magazinműsorokban (pl. Napraforgó) is.
1994-től 1996-ig volt az A3 Televízió programigazgatója. A televízió napi 12 órás élő adást sugárzott a Nyugati téri Metro Áruház teraszáról, első városi, helyszíni, ún. "city" televízióként.
2000-től 2010-ig volt a Sport TV műsorvezetője, kommentátora, visszatért a pályája kezdetén jellemző sportújságíráshoz. Saját műsorai a Helyzet és a Heti helyzet című magazinok voltak (váltásban Ágai Kiss Andrással), illetve elsősorban kosárlabdát közvetített.
2010-11-ben az RTL Klub Heti Hetes című műsorának egyik szereplője volt.
2011-től az ATV politikai-közéleti műsorait készíti (Start!, Csatt, Tetthely) és saját portréműsorát, a Húzós címűt vezeti. 2015-től először csak péntekenként, majd 2017 januárjától naponta az ATV Egyenes beszéd egyik műsorvezetője. Nagy sikert aratott 2019 márciusában az egy hónapig esténként Rónai Egon műsorvezetésével sugározott 500 – az ország géniusza című vetélkedő,  az ATV első ilyen típusú műsora, ebben 2022-ben új sorozattal jelentkezett. 
Húzós című portréműsora 2022-től az ATV Spirit tévécsatornán és a YouTube-on podcast formájában látható.
2018-ban, 2019-ben és 2022-ben az ATV választási műsorainak házigazdája volt.

### Egyéb
1985-ben megalapította és 1989-ig irányította az Art Mobil Rendezőiroda koncertszervező-producer céget.
1991-ben alapítója és 2002-ig ügyvezető igazgatója volt a PR Reklámügynökségnek. A 90-es évek jelentős kreatív- és médiaügynökségeként olyan cégeket képviseltek, mint a Mustang Jeans, a Daewoo Hungary, a Dunaferr-csoport és a Suzuki Ász.
1993-tól 2008-ig megszakításokkal a KOS médiaiskola rádiós szakvezető tanára volt, 1994-ben az év tanára lett. 
2013 márciusától a Centrál Színházban Húzós című tévéműsorának pódium változatát mutatta be kéthetente, majd 2013 novemberében jelent meg a XXI. század Kiadónál a Húzós című műsor alapján készült portrékötete. Ennek sikere nyomán sorra jöttek a folytatások, 2014 novemberében megjelent a Húzós2, majd 2014 novemberében a budapesti Bálint Házban bajnok sportolókkal indított beszélgetés sorozatot (pl. Keleti Ágnessel, Polgár Judittal, Gedó Györggyel beszélgetett).
2015 őszén megjelent a Húzós 3 is, egy újabb portrékötete, majd még kettő, 2016 októberében Húzós 4 és 2017 szeptemberében Húzós 5 címmel. 
2020-ban Pungor András életrajzi könyvet írt Rónai Egonról, a Kossuth Kiadó jelentette meg Az Egon címen.
2022-től 2024-ig a MÚOSZ Bálint György Újságíró Akadémia rádiós-televíziós szakvezető tanára volt.
2022-ben jelent meg a Halhatatlanok Társulata címmel új kötete.

## Díjak, elismerések
- 2014 februárjában a Magyarországi Sajtószóvivők Szövetsége "A kiegyensúlyozott tájékoztatásért" Médiadíjat adta át neki.
- 2014 novemberében az Iroko Award Culture and Communication Building-díját kapta.
- 2017 – Szabad Sajtó-díj
- 2019 – Radnóti Miklós-díj
- 2021 – Prima Primissima díj[3]

## Családja
Nős, korábban két gyermeke született; Bálint (2001) és Gergő (2002). Felesége Rónai Zsanett táncművész, televíziós szerkesztő, gerinctréner, rehabilitációs edző. Gyermekeik Berci (2012), Dorka (2014) és Vili (2017).